# Орден святителя Феодосія Чернігівського
Орден святителя Феодосія Чернігівського — нагорода Української Православної Церкви.
23 вересня 2008 року Священним синодом Української Православної Церкви був запроваджений орден святителя Феодосія Чернігівського.
1. ↑  Нагороди Української православної церкви (Московського патріархату). Вікіпедія (укр.). 27 травня 2025. Процитовано 27 травня 2025.
2. ↑  Журнали засідання Священного Синоду Української Православної Церкви від 23 вересня 2008 року | Українська Православна Церква. orthodox.org.ua. Архів оригіналу за 3 серпня 2011. Процитовано 27 травня 2025.